# Fußballclub Hansa Rostock 2021-2022
Questa voce raccoglie le informazioni riguardanti il Fußballclub Hansa Rostock nelle competizioni ufficiali della stagione 2021-2022.

## Stagione
Nella stagione 2021-2022 l'Hansa Rostock, allenato da Jens Härtel, concluse il campionato di 2. Bundesliga al 13º posto. In Coppa di Germania l'Hansa Rostock fu eliminato al ottavi di finale dal RB Lipsia.

## Rosa
| N. |                                 | Ruolo | Calciatore       |
| -- | ------------------------------- | ----- | ---------------- |
| 1  | Germania (bandiera)             | P     | Markus Kolke     |
| 2  | Germania (bandiera)             | D     | Timo Becker      |
| 3  | Germania (bandiera)             | D     | Julian Riedel    |
| 4  | Germania (bandiera)             | D     | Damian Roßbach   |
| 5  | Germania (bandiera)             | C     | Simon Rhein      |
| 6  | Germania (bandiera)             | C     | Björn Rother     |
| 7  | Germania (bandiera)             | D     | Nico Neidhart    |
| 8  | Germania (bandiera)             | C     | Bentley Bahn     |
| 9  | RD del Congo (bandiera)         | A     | Ridge Munsy      |
| 10 | Bosnia ed Erzegovina (bandiera) | A     | Haris Duljević   |
| 11 | Germania (bandiera)             | A     | Streli Mamba     |
| 13 | Germania (bandiera)             | A     | Kevin Schumacher |
| 14 | Svezia (bandiera)               | C     | Svante Ingelsson |
| 15 | Svezia (bandiera)               | A     | Nils Fröling     |
| 16 | Stati Uniti (bandiera)          | D     | Ryan Malone      |
| 17 | Germania (bandiera)             | C     | Hanno Behrens    |

| N. |                        | Ruolo | Calciatore       |
| -- | ---------------------- | ----- | ---------------- |
| 18 | Paesi Bassi (bandiera) | A     | John Verhoek     |
| 19 | Germania (bandiera)    | A     | Robin Meißner    |
| 20 | Germania (bandiera)    | C     | Lukas Scherff    |
| 21 | Slovenia (bandiera)    | A     | Nik Omladič      |
| 22 | Germania (bandiera)    | P     | Luis Klatte      |
| 23 | Germania (bandiera)    | D     | Jonathan Meier   |
| 25 | Germania (bandiera)    | D     | Thomas Meißner   |
| 26 | Ucraina (bandiera)     | A     | Danylo Sikan     |
| 27 | Germania (bandiera)    | D     | Calogero Rizzuto |
| 28 | Germania (bandiera)    | A     | Maurice Litka    |
| 30 | Germania (bandiera)    | P     | Ben Voll         |
| 33 | Germania (bandiera)    | A     | Theo Martens     |
| 34 | Germania (bandiera)    | C     | Lukas Fröde      |
| 38 | Germania (bandiera)    | C     | Tobias Schwede   |
| 39 | Germania (bandiera)    | A     | Pascal Breier    |

## Organigramma societario
Area tecnica
- Allenatore: Jens Härtel
- Allenatore in seconda: Uwe Ehlers, Ronny Thielemann
- Preparatore dei portieri: Dirk Orlishausen
- Preparatori atletici: Björn Bornholdt

## Calciomercato

### Sessione estiva
| Acquisti | Acquisti         | Acquisti         | Acquisti |
| R.       | Nome             | da               | Modalità |
| -------- | ---------------- | ---------------- | -------- |
| C        | Lukas Fröde      | Karlsruhe        |          |
| D        | Jonathan Meier   | Magonza II       |          |
| D        | Calogero Rizzuto | Erzgebirge Aue   |          |
| C        | Hanno Behrens    | Norimberga       |          |
| C        | Svante Ingelsson | Paderborn        |          |
| A        | Streli Mamba     | Qairat           |          |
| D        | Thomas Meißner   | Puskás Akadémia  |          |
| A        | Ridge Munsy      | Kickers Würzburg |          |
| A        | Kevin Schumacher | Havelse          |          |

| Cessioni | Cessioni              | Cessioni        | Cessioni |
| R.       | Nome                  | a               | Modalità |
| -------- | --------------------- | --------------- | -------- |
| C        | Manuel Farrona-Pulido | Preußen Münster |          |
| A        | Gian Luca Schulz      | Energie Cottbus |          |
| D        | Sven Sonnenberg       | Heracles Almelo |          |
| C        | Aaron Herzog          | Hallescher      |          |
| D        | Nils Butzen           | Zwickau         |          |
| C        | Oliver Daedlow        | Havelse         |          |
| A        | Erik Engelhardt       | Energie Cottbus |          |
| C        | Luca Horn             | Zwickau         |          |
| A        | Lion Lauberbach       | Holstein Kiel   |          |
| D        | Max Reinthaler        | Zwickau         |          |
| C        | Korbinian Vollmann    | Kirchheimer SC  |          |

### Sessione invernale
| Acquisti | Acquisti      | Acquisti   | Acquisti |
| R.       | Nome          | da         | Modalità |
| -------- | ------------- | ---------- | -------- |
| A        | Danylo Sikan  | Šachtar    |          |
| A        | Robin Meißner | Amburgo    |          |
| D        | Timo Becker   | Schalke 04 |          |
| A        | Nils Fröling  | Kalmar     |          |

| Cessioni | Cessioni | Cessioni | Cessioni |
| R.       | Nome     | a        | Modalità |
| -------- | -------- | -------- | -------- |

## Risultati

### 2. Bundesliga

#### Girone di andata
| Arbitro: | Günsch |

|             |           |                                 |
| Verhoek 52’ | Marcatori | 42’ Kobald 44’ Hofmann 79’ Jung |

| Arbitro: | Sather |

|  |           |                                     |
|  | Marcatori | 40’ Behrens 46’ Verhoek 90’ Omladič |

| Arbitro: | Badstübner |

|                 |           |           |
| Kleindienst 68’ | Marcatori | 82’ Munsy |

| Arbitro: | Cortus |

|           |           |                                      |
| Mamba 43’ | Marcatori | 1’ Mörschel 63’ Vlachodīmos 70’ Kade |

| Arbitro: | Siebert |

|                                  |           |  |
| Ducksch 39’ (rig.), 53’ Rapp 90’ | Marcatori |  |

| Arbitro: | Kampka |

|                       |           |                  |
| Verhoek 19’ Fröde 86’ | Marcatori | 66’ (rig.) Kempe |

| Arbitro: | Braun |

|              |           |  |
| Shuranov 59’ | Marcatori |  |

| Arbitro: | Aarnink |

|  |           |                  |
|  | Marcatori | 42’, 49’ Terodde |

| Arbitro: | Waschitzki-Günther |

|  |           |                  |
|  | Marcatori | 32’, 35’ Verhoek |

| Arbitro: | Günsch |

|             |           |            |
| Verhoek 54’ | Marcatori | 30’ Sicker |

| Arbitro: | Osmers |

|                                                    |           |  |
| Irvine 12’ Kyereh 18’ Burgstaller 61’ Makienok 78’ | Marcatori |  |

| Arbitro: | Siebert |

|                             |           |           |
| Behrens 20’ Bahn 73’ (rig.) | Marcatori | 57’ Narey |

| Arbitro: | Ittrich |

|                        |           |                              |
| Singh 34’ Makridis 90’ | Marcatori | 43’, 52’ Verhoek 49’ Behrens |

| Arbitro: | Alt |

|                    |           |                     |
| Verhoek 37’ (rig.) | Marcatori | 19’ Kühn 66’ Jonjic |

| Arbitro: | Aytekin |

|                   |           |           |
| Michel 85’ (rig.) | Marcatori | 27’ Rhein |

| Arbitro: | Bokop |

|             |           |            |
| Verhoek 49’ | Marcatori | 41’ Keller |

| Arbitro: | Bacher |

|                          |           |  |
| Glatzel 8’, 80’ Reis 18’ | Marcatori |  |

#### Girone di ritorno
| Arbitro: | Hanslbauer |

|                        |           |                |
| Gordon 13’ Hofmann 26’ | Marcatori | 7’, 82’ Breier |

| Arbitro: | Koslowski |

|  |           |           |
|  | Marcatori | 58’ Maina |

| Rostock 22 gennaio 2022, ore 13:30 CET 20ª giornata | Hansa Rostock | 0 – 0 referto | Heidenheim | Ostseestadion (0 spett.)\| Arbitro: \| Siewer \| |
| Arbitro:                                            | Siewer        |               |            |                                                  |

| Arbitro: | Thomsen |

|          |           |                                  |
| Kade 63’ | Marcatori | 6’, 18’ Verhoek 10’, 13’ Fröling |

| Arbitro: | Burda |

|             |           |                          |
| Meißner 83’ | Marcatori | 54’ Ducksch 74’ Füllkrug |

| Arbitro: | Aarnink |

|           |           |           |
| Kempe 24’ | Marcatori | 65’ Sikan |

| Arbitro: | Dingert |

|  |           |                     |
|  | Marcatori | 34’ Köpke 63’ Duman |

| Arbitro: | Cortus |

|                       |           |                                                  |
| Terodde 33’, 43’, 83’ | Marcatori | 25’ Ingelsson 40’ Verhoek 56’ Breier 90’ Fröling |

| Arbitro: | Koslowski |

|                                   |           |                                |
| Breier 4’ Verhoek 68’ Behrens 81’ | Marcatori | 50’ Mühling 71’ (aut.) Rizzuto |

| Arbitro: | Sather |

|  |           |             |
|  | Marcatori | 48’ Verhoek |

| Arbitro: | Brand |

|              |           |  |
| Neidhart 59’ | Marcatori |  |

| Arbitro: | Stegemann |

|                                    |           |  |
| Tanaka 13’ Appelkamp 64’ Narey 90’ | Marcatori |  |

| Arbitro: | Braun |

|             |           |               |
| Verhoek 44’ | Marcatori | 59’ Shipnoski |

| Arbitro: | Cortus |

|                             |           |                                |
| Fröde 8’ (aut.) Nəzərov 45’ | Marcatori | 25’ (rig.) Verhoek 52’ Behrens |

| Rostock 30 aprile 2022, ore 13:30 CEST 32ª giornata | Hansa Rostock      | 0 – 0 referto | Paderborn | Ostseestadion (24 500 spett.)\| Arbitro: \| Waschitzki-Günther \| |
| Arbitro:                                            | Waschitzki-Günther |               |           |                                                                   |

| Ingolstadt 7 maggio 2022, ore 13:30 CEST 33ª giornata | Ingolstadt 04 | 0 – 0 referto | Hansa Rostock | Audi-Sportpark (6 371 spett.)\| Arbitro: \| Winter \| |
| Arbitro:                                              | Winter        |               |               |                                                       |

| Arbitro: | Brych |

|                        |           |                                       |
| Neidhart 13’ Fröde 90’ | Marcatori | 50’ Glatzel 75’ Schonlau 85’ Kaufmann |

### Coppa di Germania
| Arbitro: | Aarnink |

|                                          |           |                          |
| Mainka 57’ (aut.) Rizzuto 94’ Munsy 119’ | Marcatori | 25’ Mainka 108’ Schimmer |

| Arbitro: | Reichel |

|                                      |                      |                                 |
| Singh 71’ Zwarts 90’ Breitkreuz 101’ | Marcatori            | 9’ Riedel 56’ Mamba 120’ Breier |
| Wekesser Boukhalfa Albers Guwara     | Tiri di rigore 2 – 4 | Bahn Malone Behrens Breier      |

| Arbitro: | Jablonski |

|                     |           |  |
| Poulsen 6’ Olmo 82’ | Marcatori |  |

## Statistiche

### Statistiche di squadra
| Competizione      | Punti | In casa | In casa | In casa | In casa | In casa | In casa | In trasferta | In trasferta | In trasferta | In trasferta | In trasferta | In trasferta | Totale | Totale | Totale | Totale | Totale | Totale | DR  |
| Competizione      | Punti | G       | V       | N       | P       | Gf      | Gs      | G            | V            | N            | P            | Gf           | Gs           | G      | V      | N      | P      | Gf     | Gs     | DR  |
| ----------------- | ----- | ------- | ------- | ------- | ------- | ------- | ------- | ------------ | ------------ | ------------ | ------------ | ------------ | ------------ | ------ | ------ | ------ | ------ | ------ | ------ | --- |
| 2. Bundesliga     | 41    | 17      | 4       | 5       | 8       | 17      | 25      | 17           | 6            | 6            | 5            | 24           | 27           | 34     | 10     | 11     | 13     | 41     | 52     | -11 |
| Coppa di Germania | -     | 1       | 1       | 0       | 0       | 3       | 2       | 2            | 0            | 1            | 1            | 3            | 5            | 3      | 1      | 1      | 1      | 6      | 7      | -1  |
| Totale            | 41    | 18      | 5       | 5       | 8       | 20      | 27      | 19           | 6            | 7            | 6            | 27           | 32           | 37     | 11     | 12     | 14     | 47     | 59     | -12 |

### Andamento in campionato
| Giornata  | 1  | 2 | 3 | 4  | 5  | 6  | 7  | 8  | 9  | 10 | 11 | 12 | 13 | 14 | 15 | 16 | 17 | 18 | 19 | 20 | 21 | 22 | 23 | 24 | 25 | 26 | 27 | 28 | 29 | 30 | 31 | 32 | 33 | 34 |
| --------- | -- | - | - | -- | -- | -- | -- | -- | -- | -- | -- | -- | -- | -- | -- | -- | -- | -- | -- | -- | -- | -- | -- | -- | -- | -- | -- | -- | -- | -- | -- | -- | -- | -- |
| Luogo     | C  | T | T | C  | T  | C  | T  | C  | T  | C  | T  | C  | T  | C  | T  | C  | T  | T  | C  | C  | T  | C  | T  | C  | T  | C  | T  | C  | T  | C  | T  | C  | T  | C  |
| Risultato | P  | V | N | P  | P  | V  | P  | P  | V  | N  | P  | V  | V  | P  | N  | N  | P  | N  | P  | N  | V  | P  | N  | P  | V  | V  | V  | V  | P  | N  | N  | N  | N  | P  |
| Posizione | 13 | 8 | 9 | 11 | 13 | 13 | 14 | 15 | 14 | 13 | 13 | 12 | 11 | 11 | 11 | 13 | 14 | 14 | 15 | 14 | 12 | 14 | 15 | 16 | 15 | 12 | 11 | 11 | 12 | 12 | 11 | 13 | 12 | 13 |

Legenda:

Luogo: C = Casa; T = Trasferta. Risultato: V = Vittoria; N = Pareggio; P = Sconfitta.

### Statistiche dei giocatori
| Giocatore        | 2. Bundesliga | 2. Bundesliga | 2. Bundesliga | 2. Bundesliga | Coppa di Germania | Coppa di Germania | Coppa di Germania | Coppa di Germania | Totale   | Totale | Totale      | Totale     |
| Giocatore        | Presenze      | Reti          | Ammonizioni   | Espulsioni    | Presenze          | Reti              | Ammonizioni       | Espulsioni        | Presenze | Reti   | Ammonizioni | Espulsioni |
| ---------------- | ------------- | ------------- | ------------- | ------------- | ----------------- | ----------------- | ----------------- | ----------------- | -------- | ------ | ----------- | ---------- |
| B. Bahn          | 27            | 1             | 4             | 0             | 3                 | 0                 | 1                 | 0                 | 30       | 1      | 5           | 0          |
| T. Becker        | 14            | 0             | 0             | 0             | 0                 | 0                 | 0                 | 0                 | 14       | 0      | 0           | 0          |
| H. Behrens       | 27            | 5             | 3             | 0             | 2                 | 0                 | 0                 | 0                 | 29       | 5      | 3           | 0          |
| P. Breier        | 13            | 4             | 0             | 0             | 1                 | 1                 | 0                 | 0                 | 14       | 5      | 0           | 0          |
| H. Duljević      | 23            | 0             | 3             | 0             | 0                 | 0                 | 0                 | 0                 | 23       | 0      | 3           | 0          |
| L. Fröde         | 25            | 2             | 11            | 0             | 1                 | 0                 | 0                 | 0                 | 26       | 2      | 11          | 0          |
| N. Fröling       | 7             | 3             | 0             | 0             | 1                 | 0                 | 0                 | 0                 | 8        | 3      | 0           | 0          |
| S. Ingelsson     | 28            | 1             | 3             | 0             | 2                 | 0                 | 0                 | 0                 | 30       | 1      | 3           | 0          |
| L. Klatte        | 0             | 0             | 0             | 0             | 0                 | 0                 | 0                 | 0                 | 0        | 0      | 0           | 0          |
| M. Kolke         | 34            | 0             | 1             | 0             | 3                 | 0                 | 0                 | 0                 | 37       | 0      | 1           | 0          |
| M. Litka         | 0             | 0             | 0             | 0             | 0                 | 0                 | 0                 | 0                 | 0        | 0      | 0           | 0          |
| J. Löhmannsröben | 3             | 0             | 0             | 0             | 1                 | 0                 | 0                 | 0                 | 4        | 0      | 0           | 0          |
| R. Malone        | 23            | 0             | 5             | 0             | 2                 | 0                 | 1                 | 0                 | 25       | 0      | 6           | 0          |
| S. Mamba         | 15            | 1             | 1             | 0             | 3                 | 1                 | 1                 | 0                 | 18       | 2      | 2           | 0          |
| T. Martens       | 1             | 0             | 0             | 0             | 0                 | 0                 | 0                 | 0                 | 1        | 0      | 0           | 0          |
| J. Meier         | 18            | 0             | 1             | 0             | 2                 | 0                 | 0                 | 0                 | 20       | 0      | 1           | 0          |
| R. Meißner       | 8             | 1             | 0             | 0             | 0                 | 0                 | 0                 | 0                 | 8        | 1      | 0           | 0          |
| T. Meißner       | 20            | 0             | 6             | 0             | 2                 | 0                 | 0                 | 0                 | 22       | 0      | 6           | 0          |
| R. Munsy         | 20            | 1             | 1             | 0             | 3                 | 1                 | 0                 | 0                 | 23       | 2      | 1           | 0          |
| N. Neidhart      | 28            | 2             | 5             | 0             | 3                 | 0                 | 0                 | 0                 | 31       | 2      | 5           | 0          |
| N. Omladič       | 18            | 1             | 4             | 0             | 1                 | 0                 | 0                 | 0                 | 19       | 1      | 4           | 0          |
| S. Rhein         | 27            | 1             | 4             | 0             | 2                 | 0                 | 0                 | 0                 | 29       | 1      | 4           | 0          |
| J. Riedel        | 11            | 0             | 1             | 0             | 3                 | 1                 | 0                 | 0                 | 14       | 1      | 1           | 0          |
| C. Rizzuto       | 28            | 0             | 11            | 0             | 3                 | 1                 | 1                 | 0                 | 31       | 1      | 12          | 0          |
| B. Rother        | 14            | 0             | 5             | 0             | 1                 | 0                 | 0                 | 0                 | 15       | 0      | 5           | 0          |
| D. Roßbach       | 32            | 0             | 5             | 0             | 3                 | 0                 | 1                 | 0                 | 35       | 0      | 6           | 0          |
| L. Scherff       | 5             | 0             | 0             | 0             | 1                 | 0                 | 0                 | 0                 | 6        | 0      | 0           | 0          |
| G. Schulz        | 0             | 0             | 0             | 0             | 0                 | 0                 | 0                 | 0                 | 0        | 0      | 0           | 0          |
| K. Schumacher    | 22            | 0             | 1             | 0             | 3                 | 0                 | 0                 | 0                 | 25       | 0      | 1           | 0          |
| T. Schwede       | 3             | 0             | 0             | 0             | 0                 | 0                 | 0                 | 0                 | 3        | 0      | 0           | 0          |
| D. Sikan         | 11            | 1             | 2             | 1             | 0                 | 0                 | 0                 | 0                 | 11       | 1      | 2           | 1          |
| J. Verhoek       | 32            | 17            | 9             | 0             | 2                 | 0                 | 0                 | 0                 | 34       | 17     | 9           | 0          |
| B. Voll          | 0             | 0             | 0             | 0             | 0                 | 0                 | 0                 | 0                 | 0        | 0      | 0           | 0          |